# Arne Friedrich
Arne Friedrich (phát âm tiếng Đức: [ˈaɐ̯nə ˈfʁiːdʁɪç]; sinh ngày 29 tháng 5 năm 1979) là một huấn luyện viên và cựu hậu vệ bóng đá Đức. Anh hiện là trợ lý của đội U-18 Đức.
Anh chơi 82 trận cho Đội tuyển bóng đá quốc gia Đức và ghi được một bàn.
Anh là một cầu thủ đa năng, có thể đá hậu vệ biên, trung vệ, hoặc tiền vệ. Anh tham dự Giải vô địch bóng đá châu Âu 2004, Giải vô địch bóng đá thế giới 2006, Giải vô địch bóng đá châu Âu 2008 và Giải vô địch bóng đá thế giới 2010.
Friedrich được cấp Thẻ thường trú vào năm 2013.

## Thống kê sự nghiệp
Tính đến 7 tháng 5 năm 2013
| Câu lạc bộ               | Câu lạc bộ          | Câu lạc bộ          | Giải đấu   | Giải đấu   | Cúp quốc gia  | Cúp quốc gia  | Cúp liên đoàn | Cúp liên đoàn | Châu lục | Châu lục | Tổng cộng | Tổng cộng |
| Câu lạc bộ               | Mùa giải            | Giải đấu            | Trận       | Bàn        | Trận          | Bàn           | Trận          | Bàn           | Trận     | Bàn      | Trận      | Bàn       |
| Đức                      | Đức                 | Đức                 | Bundesliga | Bundesliga | DFB-Pokal     | DFB-Pokal     | DFL-Ligapokal | DFL-Ligapokal | Châu Âu  | Châu Âu  | Tổng cộng | Tổng cộng |
| ------------------------ | ------------------- | ------------------- | ---------- | ---------- | ------------- | ------------- | ------------- | ------------- | -------- | -------- | --------- | --------- |
| Arminia Bielefeld        | Bundesliga          | 2000–01             | 25         | 1          | 2             | 0             | –             | –             | –        | –        | 27        | 1         |
| Arminia Bielefeld        | Bundesliga          | 2001–02             | 22         | 0          | 2             | 0             | –             | –             | –        | –        | 24        | 0         |
| Arminia Bielefeld        | Tổng cộng           | Tổng cộng           | 47         | 1          | 2             | 0             | 0             | 0             | 0        | 0        | 49        | 1         |
| Hertha BSC               | Bundesliga          | 2002–03             | 33         | 5          | 1             | 0             | 3             | 0             | 8        | 0        | 45        | 5         |
| Hertha BSC               | Bundesliga          | 2003–04             | 30         | 2          | 3             | 1             | 0             | 0             | 2        | 0        | 35        | 3         |
| Hertha BSC               | Bundesliga          | 2004–05             | 25         | 3          | 0             | 0             | –             | –             | –        | –        | 25        | 3         |
| Hertha BSC               | Bundesliga          | 2005–06             | 31         | 1          | 3             | 1             | 1             | 0             | 8        | 0        | 43        | 2         |
| Hertha BSC               | Bundesliga          | 2006–07             | 26         | 2          | 4             | 0             | 0             | 0             | 4        | 0        | 34        | 2         |
| Hertha BSC               | Bundesliga          | 2007–08             | 30         | 0          | 2             | 0             | –             | –             | 0        | 0        | 32        | 0         |
| Hertha BSC               | Bundesliga          | 2008–09             | 25         | 0          | 1             | 0             | –             | –             | 8        | 0        | 34        | 0         |
| Hertha BSC               | Bundesliga          | 2009–10             | 31         | 0          | 0             | 0             | –             | –             | 7        | 0        | 38        | 0         |
| Hertha BSC               | Tổng cộng           | Tổng cộng           | 231        | 13         | 14            | 2             | 4             | 0             | 37       | 0        | 286       | 15        |
| VfL Wolfsburg            | Bundesliga          | 2010–11             | 15         | 0          | 2             | 0             | –             | –             | –        | –        | 17        | 0         |
| VfL Wolfsburg            | Bundesliga          | 2011–12             | 0          | 0          | 0             | 0             | –             | –             | –        | –        | 0         | 0         |
| VfL Wolfsburg            | Tổng cộng           | Tổng cộng           | 15         | 0          | 2             | 0             | –             | –             | 0        | 0        | 17        | 0         |
| Hoa Kỳ                   | Hoa Kỳ              | Hoa Kỳ              | MLS        | MLS        | U.S. Open Cup | U.S. Open Cup | MLS Playoffs  | MLS Playoffs  | Bắc Mỹ   | Bắc Mỹ   | Total     | Total     |
| Chicago Fire             | MLS                 | 2012                | 23         | 1          | 0             | 0             | 1             | 0             | –        | –        | 24        | 1         |
| Chicago Fire             | MLS                 | 2013                | 0          | 0          | 0             | 0             | 0             | 0             | 0        | 0        | 0         | 0         |
| Chicago Fire             | Tổng cộng           | Tổng cộng           | 23         | 1          | 0             | 0             | 1             | 0             | 0        | 0        | 24        | 1         |
| Tổng cộng các câu lạc bộ | Đức                 | Đức                 | 293        | 14         | 20            | 2             | 4             | 0             | 37       | 0        | 354       | 16        |
| Tổng cộng các câu lạc bộ | Hoa Kỳ              | Hoa Kỳ              | 23         | 1          | 0             | 0             | 1             | 0             | 0        | 0        | 24        | 1         |
| Tổng cộng sự nghiệp      | Tổng cộng sự nghiệp | Tổng cộng sự nghiệp | 316        | 15         | 20            | 2             | 5             | 0             | 37       | 0        | 378       | 17        |

### Bàn thắng cho đội tuyển quốc gia
| #  | Thời gian          | Địa điểm                                        | Đối thủ   | Bàn thắng | Kết quả | Giải đấu       |
| -- | ------------------ | ----------------------------------------------- | --------- | --------- | ------- | -------------- |
| 1. | 3 tháng 7 năm 2010 | Sân vận động Cape Town, Cape Town, South Africa | Argentina | 3–0       | 4–0     | World Cup 2010 |

## Danh hiệu

### Câu lạc bộ
- Hertha BSC
  - DFB-Ligapokal: 2002
  - UEFA Intertoto Cup: 2006

### Đội tuyển quốc gia
- Về thứ ba FIFA Confederations Cup: 2005
- Về thứ ba FIFA World Cup: 2006
- Về nhì Euro: 2008
- Về thứ ba FIFA World Cup: 2010